# 岩手県道248号浄土ケ浜線
岩手県道248号浄土ケ浜線（いわてけんどう248ごう じょうどがはません）は、岩手県宮古市を通る一般県道である。

## 概要
宮古市の観光名所「浄土ヶ浜」へのアクセス道。かつては「浄土ヶ浜有料道路」という有料道路だった。終点の浄土ヶ浜西口丁字路には、岩手県道で唯一の終点標識が設置されている。途中の日の出橋では岩手県道259号崎山宮古線と立体交差している。

### 路線データ
- 実延長：1,681.5 m[2]
- 起点：宮古市浄土ケ浜[2]
- 終点：宮古市鍬ケ崎[2]（浄土ヶ浜西口丁字路、国道45号交点）

## 歴史
- 1974年（昭和49年）5月31日 - 一般県道に認定される[2]。

## 地理

### 接続する道路
- 国道45号（宮古市日影町・浄土ヶ浜西口丁字路、終点）

### 沿線の施設など
- 三陸復興国立公園（陸中海岸国立公園）
- 浄土ヶ浜パークホテル